# Štrálek
Štrálek (též Strálek) je zřícenina středověkého hradu, která se nachází 3 km jižně od Rýmařova v okrese Bruntál na hranici katastru s obcí Jiříkov.
Hrad vystavěli v polovině 13. století příslušníci Benešovců. Roku 1282 se uvádí Beneš de Stralek, roku 1323 se po hradě píše Zbyněk a Dobeš. Zdejší kraj byl však neúrodný a málo výnosný a tak Zbyňkův syn Beneš roku 1349 prodal vesnice, které patřily k hradu a odstěhoval se no nížiny na Přerovsko. Hrad koupil roku 1352 moravský markrabě Jan Jindřich. Stalo se tak patrně z důvodu možné těžby stříbra v okolí. Očekávání se však nepotvrdilo a tak hrad bez užitku zchátral.